# Стилистический справочник
Собственный для Википедии стилистический справочник — Википедия:Оформление статей.
Стилисти́ческий спра́вочник, или руково́дство по сти́лю, — справочное издание с набором стандартов и обязательных для соблюдения требований при написании и оформлении статей в конкретном издании или при составлении документов в той или иной организации. Служит для поддержания стилистического и оформительского однообразия как для отдельного текстового документа, так и для множества документов.
Потребность в подобных справочных изданиях возникает прежде всего у крупных информационных агентств, типа Би-би-си или РИА Новости, а также издательств и переводческих организаций.

## Англоязычные публикации
В англоязычной научной и специальной литературе наиболее распространены следующие стили (сокращённое наименование, полное наименование, сфера применения):
- AAA — American Anthropological Association — антропология, основан на Chicago
- ACS — American Chemical Society — химия
- AGPS — Australian Government Publishing Service — официальные публикации Австралии (см. также USGPO)
- AIP — American Institute of Physics — физика
- ALWD — Association of Legal Writing Directors — правовые источники США (менее распространён, чем Bluebook)
- AMA — American Medical Association — медицина (см. также NLM)
- AMS — American Mathematical Society — математика
- AP — Associated Press — журналистика, реклама, PR
- APA — American Psychological Association — психология, бизнес (см. также HBA), криминология, экономика, педагогика (в том числе прикладная лингвистика), социология
- APSA — American Political Science Association — политология, международные отношения (кроме журналов ISA), основан на Chicago
- ASA — American Sociological Association — социология, основан на Chicago
- Bluebook — наиболее известный справочник оформления юридических ссылок в США
- Business Style Handbook, The
- Canadian Guide to Uniform Legal Citation (= McGill Guide / Uniform Legal Citation) — канадский стандарт цитирования юридических документов
- Chicago — Chicago Manual of Style[2] — Чикагский стилистический справочник, выдержавший 16 изданий. Используется как базовый стандарт для гуманитарных публикаций, на основании которого разработаны ряд более узких стандартов.
- Citing Medicine — см. NLM
- CP — Canadian Press — стандарты публикаций в канадской прессе
- CS — Canadian Style — официальные публикации Канады, руководство для сертифицированных переводчиков
- CSE — Council of Science Editors — биология
- Elements of Style, The
- Elements of Typoggraphic Style, The
- Fowler’s Modern English Usage
- Gregg Reference Manual — бизнес
- Harvard Business School — бизнес
- IEEE
- ISA — International Studies Association — международные отношения (журналы ISA)
- ISO 690
- LSA — Linguistic Society of America — лингвистика (кроме прикладной)
- Maroonbook — юридические ссылки, США и Великобритания; упрощённая версия Oxford Standard of Citation of Legal Authorities
- MHRA — Modern Humanities Research Association
- Microsoft Manual of Style
- MLA — Modern Language Association — литературоведение, философия, гуманитарные дисциплины
- NLM (= Citing Medicine) — National Library of Medicine — медицина
- New York Times Manual, The
- Oxford Guide to Style, The (= New Hart’s Rules)
- Sense of Style, The
- Turabian — различные гуманитарные дисциплины, основан на Chicago.
- USGPO — Unites States Government Printing Office — официальные публикации США

Microsoft Word, начиная с версии 2007 года, включает автоматическое форматирование сносок и библиографии по стандартам APA (6 издание) и MLA (7 издание). Тем не менее, сноски в формате APA содержат ошибку — год выносится в конец, тогда как в стандарте APA он идёт в скобках после имён авторов.

## Европейский союз
- Corporate-Design-Handbuch
- Interinstitutional Style Guide, нем. Interinstitutionelle Regeln für Veröffentlichungen 2011 (межинституциональные правила публикаций, обязательные для всех стран ЕС)

## Бывший СССР
Стандарты оформления в России и других странах постсоветского пространства являются централизованными и/или ведомственными. Исключение составляет литература, переведенная с иностранных языков в 1990—2000-е гг., где явочным порядком закрепились использовавшиеся в них стили оформления, в том числе библиографии и ссылок. В ряде изданий утвердились de facto собственные правила оформления публикаций.
Для публикаций, бумажных и электронных источников существуют свои ГОСТы, отраслевые стандарты и спецификации. В частности, оформление диссертаций осуществляется согласно ГОСТ Р 7.0.11-2011, а конструкторская документация — согласно ГОСТ 2.105-95.
Подробнее см. — Диссертация.